# FK Bačka
FK Bačka  (Servisch: Фк Бачка) is een Servische voetbalclub uit Bačka Palanka.
De club werd opgericht in 1945 en speelt haar thuiswedstrijden in het stadion Slavko Maletin Vava dat plaats biedt aan 5500 toeschouwers. De club speelde zestien seizoenen op het tweede niveau in voormalig Joegoslavië. In 2016 promoveerde de club voor het eerst naar de hoogste klasse en speelde daar drie seizoenen voor de club in 2019 degradeerde. In 2020 keerde de club terug op het hoogste niveau.
Čukarički · 
FK IMT ·
Jedinstvo ·
Mladost Lučani · 
Napredak · 
Novi Pazar ·
OFK Beograd ·
Partizan · 
Radnički 1923 ·
Radnički Niš · 
Rode Ster · 
Spartak · 
Tekstilac ·
TSC · 
Vojvodina · 
Železničar